# Négylevelű mételyfű
A négylevelű mételyfű vagy herelevelű mételyfű (Marsilea quadrifolia) a mételyfűfélék családjába tartozó, Eurázsiában és Észak-Amerikában elterjedt, négylevelű lóherére emlékeztető vízi páfrányfaj.

## Megjelenése

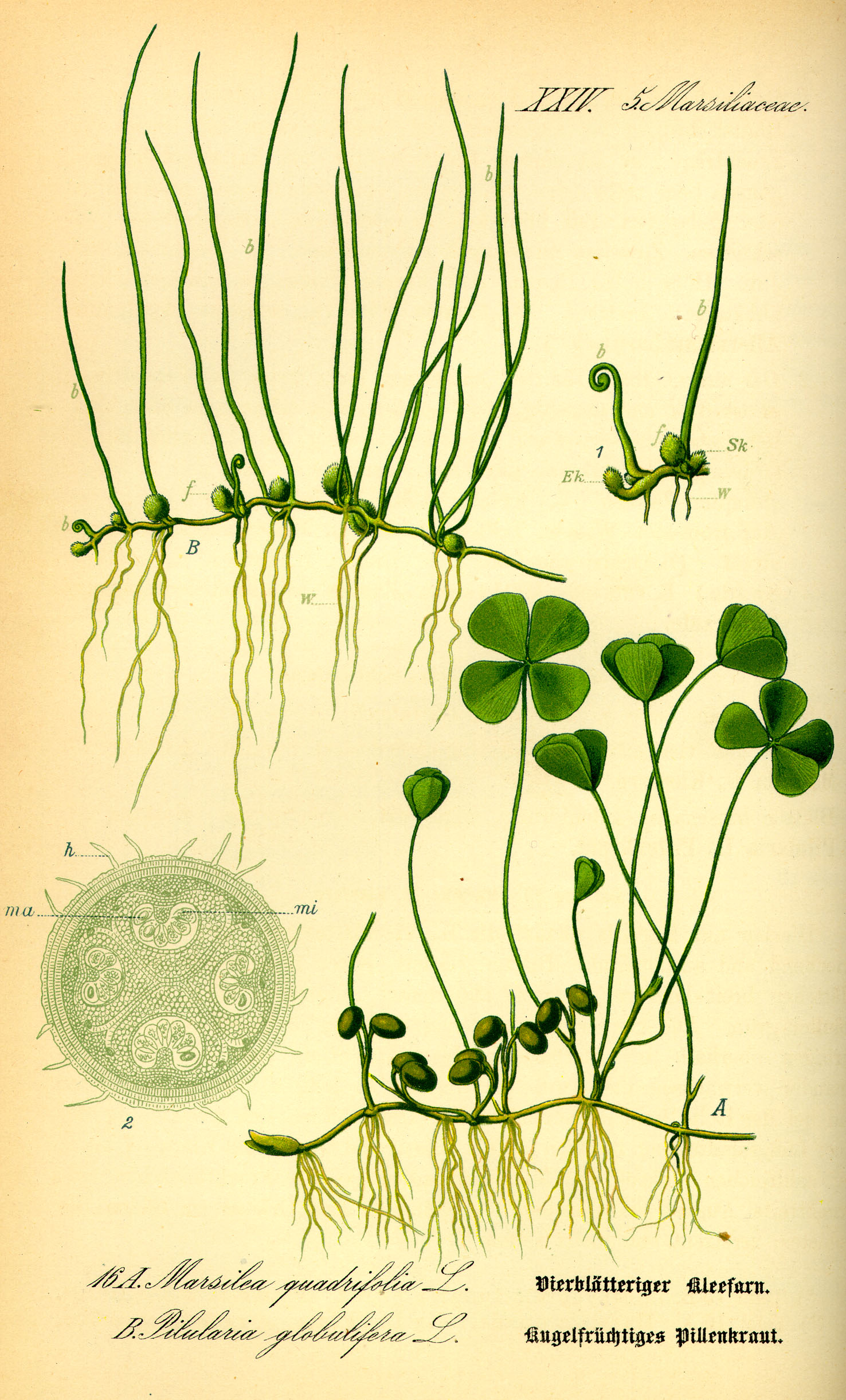
Négylevelű mételyfű (lent) és borsókás sárgolyó (fent), 1885

A négylevelű mételyfű 10–20 cm (mélyebb vízben akár 50 cm) magas, évelő vízinövény. Vékony, elágazó, cipőfűzőre emlékeztető rizómája van, ebből nőnek ki vékony, hosszú nyeleken csupasz levelei, amelyek négyesével helyezkednek el és négylevelű lóherére emlékeztetnek. A 3–4 cm átmérőjű levelek a víz felszínén vagy abból kiemelkedve találhatóak. A harasztok között egyedülálló módon levelei éjszakára összezárulnak.
A spóratermő barna, bab alakú, 3–6 mm-es sporokarpiumok a levelek hónaljában őszre fejlődnek ki. Spórái szeptember-októberben érnek.

## Elterjedése és termőhelye
Közép- és Dél-Európában (főleg a Loire, a Pó és a Duna mentén), Kelet-Ázsiában (Kína, Japán, Banglades, Laosz, Kambodzsa) és Észak-Amerikában fordul elő; utóbbi helyre 1860 körül hurcolták be.
Magyarországon az Alföldön (Duna menti síkság, Tiszántúl, Észak-Alföld) található meg. Korábban gyakori volt, a folyószabályozások után ritkult meg. Legnagyobb állománya az Észak-Alföld egy holtágánál él.
Sekély álló- vagy folyóvizekben, mocsarakban, iszaptársulásokban, rizskultúrákban él. A meszes talajt kedveli. Más, agresszívabb vízinövények kiszoríthatják, új termőhelyre nehezen jut át.
Magyarországon védett, természetvédelmi értéke 10 000 Ft.

## Jelentősége
Azokon a területeken, ahol nagyobb mennyiségben terem éhínségek idején megették, keményítőtartalmú spóráit összetörve lisztbe keverték. Leveleinek nedve vizelethajtó és lázcsillapító hatású és kígyómarást és tályogokat is kezeltek vele. Kerti tavakban vagy akváriumokban dísznövényként termesztik.      